# .ly
.ly為利比亞國家及地區頂級域（ccTLD）的域名。
縮略網址服務也通常使用此域名作為網址，如：bit.ly、adf.ly
亦都有應用程式使用，如：Snap Inc.旗下的zen.ly （页面存档备份，存于）

## 外部連結
- IANA .ly whois information（页面存档备份，存于）
- Domain Hacks Suggest（页面存档备份，存于）